# ジョイナー・ルーカス
ゲイリー・モーリス・"ジョイナー"・ルーカス・ジュニア（1988年8月17日生まれ）は、アメリカのラッパー、シンガー、ソングライターである。
ルーカスは2015年にシングル「Ross Capicchioni」をリリースした後、初めて広く露出し、批評家の称賛を浴びた。
2017年6月には、メジャー・レーベルから初めてとなる4作目のミックステープ『508-507-2209』をリリースした。2017年11月、ルーカスはシングル「I'm Not Racist」をリリースし、瞬く間にバイラル化し、さらにメインストリームで注目を集める。このビデオは、第61回グラミー賞の最優秀ミュージック・ビデオ賞にノミネートされた。ルーカスは一時的にアトランティック・レコードと契約していたが、2018年12月に同レーベルからの脱退を発表した。2016年以降、ルーカスはリル・パンプの「グッチ・ギャング」、21サヴェッジの「バンク・アカウント」、ケンドリック・ラマーの「DNA」など、人気のヒップホップ楽曲のリミックスでも知られるようになった。2018年10月には、2020年にリリースされるスタジオ・デビュー・アルバム『ADHD』を発表した。